# Провулок Марусі Чурай (Київ)
Провулок Марусі Чурай — провулок у Солом'янському районі міста Києва, селище Жуляни. Пролягає від вулиці Ганни Арендт, вулиці Михайла Дерегуса, Променистої вулиці до вулиці Генерала Павленка.

## Історія
Провулок виник у 2010-х роках під проєктною назвою Ягідний провулок. Сучасна назва на честь напівлегендарної української поетеси та співачки Марусі Чурай — з 2019 року.